# Beslan Mudranov
Beslan Zaudinovič Mudranov (in russo Беслан Заудинович Мудранов?; Baksan, 7 ottobre 1994) è un judoka ed ex lottatore russo di origini cabardo-balcare, campione olimpico nella categoria 60 kg ai Giochi di Rio de Janeiro 2016.

## Palmares
- Giochi olimpici

Rio de Janeiro 2016: oro nei 60 kg.
- Mondiali

Chelyabinsk 2014: argento nei 60 kg.
- Giochi europei

Baku 2015: oro nei 60 kg.
- Europei

Chelyabinsk 2012: oro nei 60 kg;
Montpellier 2014: oro nei 60 kg;
Tel Aviv 2018: bronzo nei 60 kg.